# Kraftwerk McIntosh
Das Kraftwerk McIntosh (englisch McIntosh Power Plant) ist ein kombiniertes Druckluftspeicher- und Gasturbinenkraftwerk in McIntosh, Washington County im Südwesten des US-amerikanischen Bundesstaates Alabama.
Das Druckluftspeicherkraftwerk (englisch Compressed Air Energy Storage, kurz CAES)  wurde 1991 erbaut, eine vergleichbare Anlage ist das deutsche Kraftwerk Huntorf.

## Technischer Aufbau

### Druckluftspeicherkraftwerk
Das Druckluftspeicherkraftwerk McIntosh wurde im Auftrag der Alabama Electric Cooperative vom amerikanischen Turbomaschinen- und Anlagenbauunternehmen Dresser-Rand konzipiert und errichtet. Im Jahre 1991 ging es in den kommerziellen Betrieb. Die Anlage wird, wie die meisten Speicherkraftwerke, dazu genutzt, um in Schwachlastzeiten Energie in Form von Druckluft einzuspeichern und diese in Spitzenlastzeiten wieder abzurufen. Die Leistung der Expansionsturbine beträgt 110 MW elektrisch, die bei Bedarf innerhalb von 14 Minuten Startzeit abgerufen werden kann.
Technisch ist die Anlage eine Weiterentwicklung des seit 1978 betriebenen Druckluftspeicherkraftwerkes Huntorf. Wie in Huntorf wird auch in McIntosh in der Entspannungsturbine wie in einer konventionellen Gasturbine Erdgas zugefeuert. Die entscheidende Weiterentwicklung gegenüber Huntorf besteht darin, dass im Kraftwerk McIntosh die Abwärme des Gasturbinenabgases in einem Rekuperator zurückgewonnen wird, um die Verbrennungsluft der Gasturbine vorzuwärmen. Hierdurch steigt der Wirkungsgrad der Gesamtanlage auf 54 % gegenüber nur etwa 40 % in Huntorf. Für 1 kWh produzierte elektrische Energie werden etwa 0,69 kWhel. (Verdichter bei der Einspeicherung) und 1,17 kWhtherm. (Erdgaszufeuerung bei der Ausspeicherung) aufgewendet.
Die Speicherkaverne im Salzstock unter dem Kraftwerk McIntosh liegt in 450 bis 750 m Tiefe und hat ein Speichervolumen von nominal 538.000 m³. Der Druck schwankt zwischen 45 und 76 bar. Die Aufladung dauert bei einer Leistungsaufnahme von 60 MW am Verdichter bis zu 45 Stunden. Bei voller Aufladung des Speichers reicht die gespeicherte Luft aus, um die Leistung von 110 MW über 26 Stunden aufrechtzuerhalten. Dies entspricht einer gespeicherten Energiemenge von 2860 MWh, fast fünfmal so viel wie in Huntorf.

### Gasturbinenkraftwerk
Im Jahre 1998 wurde das Kraftwerk durch zwei konventionelle Gasturbinen (ohne Speicherung) ergänzt, die im Open-Cycle-Betrieb als Spitzenlastreserve eingesetzt werden. 2010 wurden zwei weitere Open-Cycle-Gasturbinen hinzugebaut.